# Angiolina Bosio
Angelina Bosio, née le 22 août 1830 à Turin et morte le 12 avril 1859 à Saint-Pétersbourg, est une artiste lyrique italienne. La majeure partie de sa carrière internationale a eu lieu entre 1846 et sa mort à l'âge de 29 ans. Elle a chanté dans les plus importantes salles d'opéra de l'époque, à Boston, Havana, Londres, Madrid, Moscou, New York, Paris, Philadelphie, Saint-Pétersbourg et Vérone. Elle était particulièrement admirée pour ses performances dans les opéras de Giuseppe Verdi.
Sa voix, bien que peu puissante, était exceptionnellement flexible et d'une grande étendue, capable d'un large et touchant phrasé. Elle était comparée, par la critique de l'époque, aux grandes cantatrices comme Maria Malibran et Henriette Sontag.

## Biographie
Née à Turin de parents acteurs, elle commence à chanter avec eux dans des productions théâtrale à l'âge de dix ans. De 1840 à 1847, elle étudie le chant à Milan avec Vinceslao Cattaneo. Elle fait ses débuts à l'opéra dans cette même ville en 1846, au Théâtre Royal du Cirque, avec le rôle de Lucrezia Contarini dans I due Foscari de Giuseppe Verdi. Elle revient sur cette même scène en 1848 dans le rôle d'Amazily pour la première de l'opéra Fernando Cortez du compositeur Ignacio Ovejero y Ramos (es). En 1847, elle fait une apparition remarquée au Théâtre Carcano de Milan, au Théâtre philharmonique de Vérone, au Théâtre royal de Copenhague et au Théâtre royal de Madrid.
En 1848, elle fait ses débuts à l'Opéra de Paris, reprenant son rôle de Lucrezia Contarini, mais son succès est modéré. À la suite de cette performance, elle entreprend un voyage en Amérique du Nord de 1848 à 1851. Elle fait des apparitions aux théâtres de New York, Boston, Philadelphie, Baltimore et Havana, où elle est acclamée par le public et encensée par les critiques. Elle interprète notamment le rôle de Lady Macbeth lors de la première de Macbeth de Giuseppe Verdi aux États-Unis, à Niblo's Garden (en) à New York en 1850.
En 1851, Angiolina Bosio revient en Europe et épouse la même année Xindavelonis. En 1852, elle fait ses débuts à Covent Garden dans le rôle d'Adina dans l'opéra de Gaetano Donizetti L'elisir d'amore. Elle y rencontre deux grands triomphes cette année là, l'un avec le rôle d'Elvira dans I puritani de Vincenzo Bellini, l'autre dans le rôle titre de Lucia di Lammermoor de Gaetano Donizetti, remplaçant alors Giulia Grisi.
En 1852-1853, elle se fait entendre à Paris, avec plus de succès, dans plusieurs rôles dont celui du rôle titre lors de la première française de Luisa Miller de Giuseppe Verdi. Pendant l'été 1853, elle retourne à Covent Garden, où elle était très admirée, interprétant le rôle titre de l'opéra de Louis Spohr Jessonda, ainsi que celui de Matilde di Shabran de Gioachino Rossini. Le 14 mai 1853, elle incarne avec succès le rôle de Gilda lors de la première anglaise du Rigoletto de Giuseppe Verdi.
En 1853, elle accepte l'invitation à rejoindre la troupe de chanteurs du Théâtre Bolchoï Kamenny à Saint-Pétersbourg, où elle obtient le titre de première cantatrice et st la mieux payée de la troupe. Elle chante de pair avec le ténor Enrico Tamberlick et interprète de nombreux rôles dans des opéras et des concerts commandés par l'empereur Alexandre II. En 1855, elle quitte la Russie pour rejoindre le Théâtre italien à Paris, où elle se fait entendre dans des opéras de Giuseppe Verdi et Gaetano Donizetti, ainsi que dans le rôle titre de Matilde di Shabran et dans le rôle de Zarele dans Gli arabi nelle Gallie (en) du compositeur Giovanni Pacini. En 1856, elle retourne à Covent Garden, pour interpréter cette fois le rôle de Violetta dans La traviata de Giuseppe Verdi, où elle est applaudie avec ferveur par le public. À la même époque, elle se fait entendre dans le rôle de Catherine dans la première anglaise de L'Étoile du Nord de Giacomo Meyerbeer.
En 1858, elle retourne en Russie, d'abord au Théâtre Bolchoï, à Moscou, puis au Théâtre Bolchoï Kamenny. Elle revient à Moscou pour une nouvelle performance avant de retourner à Saint-Pétersbourg où elle tombe malade. Sa santé décline rapidement, et elle meurt en 1859 à l'âge de 29 ans. Ses funérailles virent une foule nombreuse à Saint-Pétersbourg et un monument a été érigé en sa mémoire près de la cathédrale au Monastère Saint-Alexandre-Nevski où elle est enterrée.
Nikolaï Tchernychevski parle d'elle dans sa nouvelle Que faire ? ainsi que dans des poèmes de Nikolaï Nekrassov et d'Ossip Mandelstam.